# 麥迪遜鎮區 (阿肯色州格蘭特縣)
麥迪遜鎮區（英語：Madison Township）是位於美國阿肯色州格蘭特縣的一個行政鎮區。

## 地方資料
麥迪遜鎮區的面積為174.30平方千米，當中陸地面積為174.27平方千米，而水域面積為0.03平方千米。根據2010年美國人口普查的數據，當地共有人口713人，而人口密度為每平方千米4.09人。